# Fräulein Raffke
Fräulein Raffke est un film allemand réalisé par Richard Eichberg, sorti en 1923.

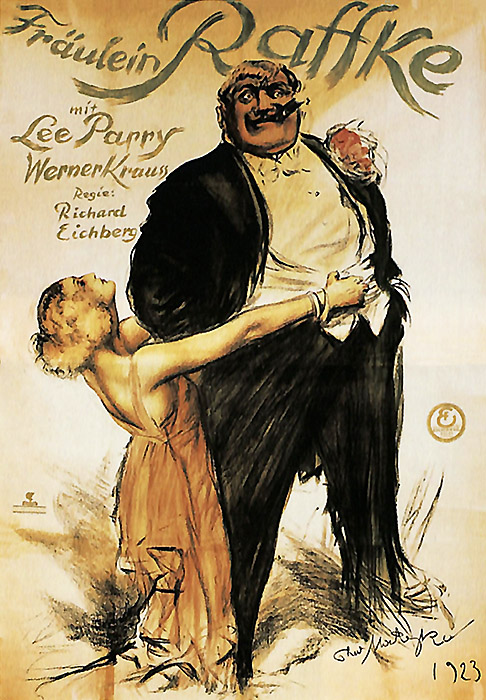
Affiche allemande du film.

Le mot « Raffke » désigne en argot de Weimar un « nouveau riche ».

## Fiche technique
- Réalisation : Richard Eichberg
- Scénario : Hans Behrendt, Helmuth Orthmann
- Producteur : Richard Eichberg
- Photographie : Erich Grimmler, Heinrich Gärtner
- Production : Richard Eichberg-Film Berlin[2]
- Distributeur : Süd-Film
- Durée : 60 minutes
- Date de sortie : 18 septembre 1923

## Distribution
- Werner Krauss : Emil Raffke
- Lydia Potechina : la femme d'Emil
- Lee Parry : Lilli Raffke
- Harry Hardt : Paul Grune
- Vivian Gibson : Tänzerin Tatjana
- Hans Albers : Baron
- Heinrich Peer
- Loni Nest : enfant
- Max Grünberg : Pauls Sozius